# Psychoda brevicornis
Psychoda brevicornis är en tvåvingeart som beskrevs av Tonnoir 1940. Psychoda brevicornis ingår i släktet Psychoda och familjen fjärilsmyggor. Inga underarter finns listade i Catalogue of Life.